# Magnolia ashtonii
Espèce
Statut de conservation UICN

 DD  : Données insuffisantes
Magnolia ashtonii est une espèce de plantes à fleurs de la famille des Magnoliaceae. C'est un arbre qui se rencontre en Asie.

## Description
C'est un arbre.

## Répartition et habitat
On trouve l'espèce en Malaisie (Sarawak, Sabah), en Indonésie (Sumatra, Kalimantan) et au Brunei.